# Oligella urethralis
Oligella urethralis (poprzednia nazwa Moraxella urethralis) – Gram ujemna, nieprzetrwalnikująca, nieruchliwa bakteria stanowiąca florę fizjologiczną dróg moczowo-płciowych u człowieka. Drobnoustrój został po raz pierwszy opisany w 1970 roku jako organizm podobny do Moraxelli (Moraxella-like microorganism). 

## Biologia
Drobnoustrój wytwarza oksydazę, katalazę, nie wytwarza H2S, nie ma zdolności do fermentowania cukrów oraz redukcji związków azotowych. Nie potrafi rozkładać mocznika ani żelatyny. Różnicowanie z podobnymi organizmami opiera się na odmiennym profilu biochemicznym. Gromadzi kwas poli-β-hydroksymasłowy we wnętrzu komórek. Większość szczepów potrafi wykorzystać octan sodu jako źródło węgla.

### Hodowla
Drobnoustrój wzrasta na agarze MacConkeya, rutynowo używanego do posiewu moczu oraz na agarze z krwią. Na agarze krwawym nie wywołuje hemolizy typu β. Podczas analizy wzrostu bakterii w 3 wartościach temperatur - przy 25, 35 oraz 42 stopniach - wzrost zaobserwowano przy każdej wartości, choć największy był on przy 35 stopniach.
98% referencyjnych pracowni mikrobiologicznych nie jest w stanie określić prawidłowego gatunku, a 70% także rodzaju bakterii.

## Chorobotwórczość
Do 1980 roku w Stanach Zjednoczonych bakterię wyizolowano łącznie 28 razy, z czego 16 przypadków dotyczyło moczu. Żaden z tych przypadków nie był ze sobą powiązany. Ponadto raz wyizolowano zarazek z ucha.
Przypadki objawowych zachorowań są rzadkie; opisano przypadek urosepsy, zapalenia stawów oraz zapalenie otrzewnej u 2 chorych dializowanych ambulatoryjnie.

## Oporność na antybiotyki
Nie ma obecnie wiarygodnych ustaleń dotyczących wartości MIC dla antybiotyków dla tej bakterii (2006). 
Bakteria in vitro cechuje się dużą wrażliwością na penicylinę (dane z 1990 roku z USA). Opisano oporność na cyprofloksacynę (1996), co może mieć duże znaczenie ze względu na popularność chinolonów w leczeniu infekcji dróg moczowych.